# チートタイム
「チートタイム」は、A.B.C-Zの8枚目のCDシングル。2020年3月18日にポニーキャニオンから発売された。

## 概要
- 前作「DAN DAN Dance!! 」から約6ヶ月ぶりのシングルとなる。

- 初回限定盤A・B、通常盤の3種類での発売となり、それぞれ収録曲・ジャケット写真ともに異なる。

- 初回限定盤A・Bには、オリジナル・カラオケ2曲を収録。

- 初回限定盤1には、表題曲のMusic Clip & Making、Jacket Shootingに加え、カップリング曲「赤い薔薇よ胸の中で咲き誇れ」と「Spirit」を収録。

- 初回限定盤2には、カップリング曲「VR Lover」と「約束」に加え、「今夜はチートタイム〜至高のグルメを味わえ！〜」の映像を収録したDVDを付属。

- 通常盤には、オリジナル・カラオケ1曲を収録。

## 予約購入先着特典

### 初回限定盤A
1. チートクリアファイルA ver.

### 初回限定盤2
1. チートクリアファイルB ver

### 通常盤
1. チーティングジャケット

## 封入特典

### 通常盤
1. お楽しみチートメンシール ※初回のみ

## 収録曲

### CD

#### 初回限定盤A
1. チートタイム[4:00]
作詞：坂室賢一、作曲・編曲：島崎貴光
2. 赤い薔薇よ胸の中で咲き誇れ [4:12]
作詞：Atsushi Shimada、作曲：KAY, イワツボコーダイ、編曲：石塚知生
3. Spirit [3:45]
作詞・作曲：原田雄一、編曲：生田真心
4. 赤い薔薇よ胸の中で咲き誇れ（Inst.）
5. Spirit（Inst.）

#### 初回限定盤B
1. チートタイム
2. VR Lover [4:28]
作詞：YU-G、作曲：YU-G, SHIBU、編曲：SHIBU
3. 約束 [4:05]	
作詞：タナカヒロキ、作曲：Simon Janlov, Magnus Funemyr, Kanata Okajima、編曲：Simon Janlov
4. VR Lover（Inst.）
5. 約束（Inst.）

#### 通常盤
1. チートタイム
2. チートタイム（Inst.）

### DVD

#### 初回限定盤A
1. 「チートタイム」Music Clip
2. Making of「チートタイム」Music Clip & Jacket Shooting

#### 初回限定盤B
1. 今夜はチートタイム ～至高のグルメを味わえ!～